# GAZ-AA
GAZ-AA（ロシア語: ГАЗ-АА）は、アメリカのフォード AA トラックを原型として、ソビエト連邦において生産されたトラックである。生産はゴーリキー自動車工場（ゴーリキー・アフタマヴィーリヌイ・ザヴォート、GAZ）が担当。第二次世界大戦中は軍用車両としても多用された。1.5トンの積載量にちなみ、ПОЛУТОРКА（ポルトルカ：1.5の意）の愛称で呼ばれた。

## 解説
1929年、ソビエト連邦はアメリカのフォード社より、乗用車のフォード・モデルAおよびトラックのフォード・モデルAA1930年型のライセンス生産権を取得。フォードとの共同事業として設立されたニジニ・ノヴゴロド自動車工場（NAZ）で生産に入った。
ソ連製の最初のAAは1932年1月29日に完成。同年、都市名の変更に伴い、工場名がゴーリキー自動車工場になると、車輌名もNAZ-AAからGAZ-AAとなった。入手できる資材の都合、ソ連独自の改良などにより、生産途中にさまざまな仕様変更が行われている。ただし、水冷直列4気筒のサイドバルブエンジンと、前期型フォード・モデルA系流儀の、指針でなくボビンが回転する速度計は、第二次世界大戦中までの四輪駆動車を含むGAZ車に引き継がれた。
1938年からはエンジンが40 hpから50 hpへと強化され、この改良型はGAZ-MMと呼ばれ、戦後の1950年まで生産された。
当初のGAZ-MMは、エンジン以外、GAZ-AAとの外見上の差異はなかったが、戦時中には資材節約のため、さまざまな生産簡略化が行われた。1941年型では、前輪フェンダーは生産が簡単な角型になり、キャブ屋根は単純な形状の幌に、キャブドアとフロントバンパーは廃止、前照灯は左側のみ、ブレーキも後輪のみ、荷台のアオリは後方のみが起倒式となっている。
大祖国戦争（独ソ戦）開始時点で150,000輌以上のGAZ-AA/MMが赤軍で使用されていた。さらに戦時中、派生型を含め約985,000輌が生産されている。

## 派生型
GAZ-AAA
後輪を2軸に増やした6×4タイプのトラックで、6輪のフォード・ティムケン・トラックに基づき製作された。積載量は2トン。1934年-1943年にかけ、37,000輌あまりが生産された。後期の生産型はエンジンがGAZ-MMと同じく強化されている。また、そのシャーシは、6輪装甲車BA-3、BA-6、BA-10などのベースとしても活用された。
GAZ-410
GAZ-AAおよびGAZ-MMをベースに作られたダンプ・トラック。積載量1.2トン。1934年から1946年にかけて生産された。
GAZ-42
木炭ガス発生装置付きバリエーション。ガソリン不足に対応し1938年から1950年にかけて生産された。ガソリンエンジン車と比べ低馬力・低速だった。
GAZ-55
GAZ-AAおよびGAZ-MMをベースに作られた救急車。1938年から1945年にかけて生産された。第二次大戦中、赤軍で最も多く使われた救急車だった。
GAZ-60
ハーフトラック型。
GAZ-65
1940年に試作されたハーフトラック型。
GAZ-03-30
GAZ-AAおよびGAZ-MMをベースに作られたバス。運転手1名、乗客16名。1933年にGAZ-3の名称で生産が始まり、1936年にGAZ-03-30と改称された。戦前、最も一般的に使われたバスであり、戦時中は兵員輸送やスタッフ・カー、救急車としても使用された。1950年までに1万5000輌近くが生産された。
GAZ-05-193
GAZ-AAAをベースに作られたバス。GAZ-03-30と異なり、特殊用途（スタッフ・カー）向けに製作されたもので、乗客9名。200輌余り生産された。

## 画像

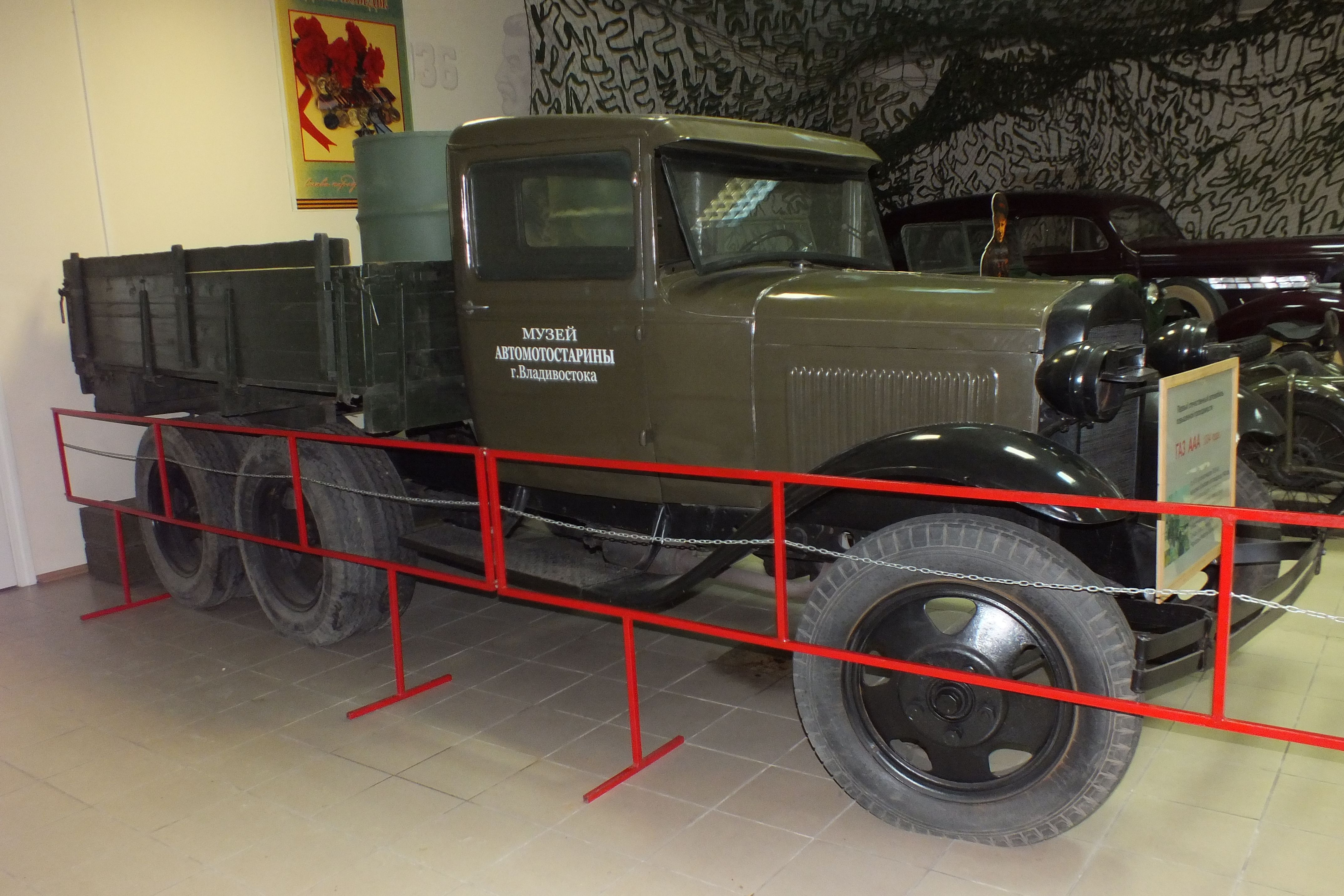
6輪型のGAZ-AAA。
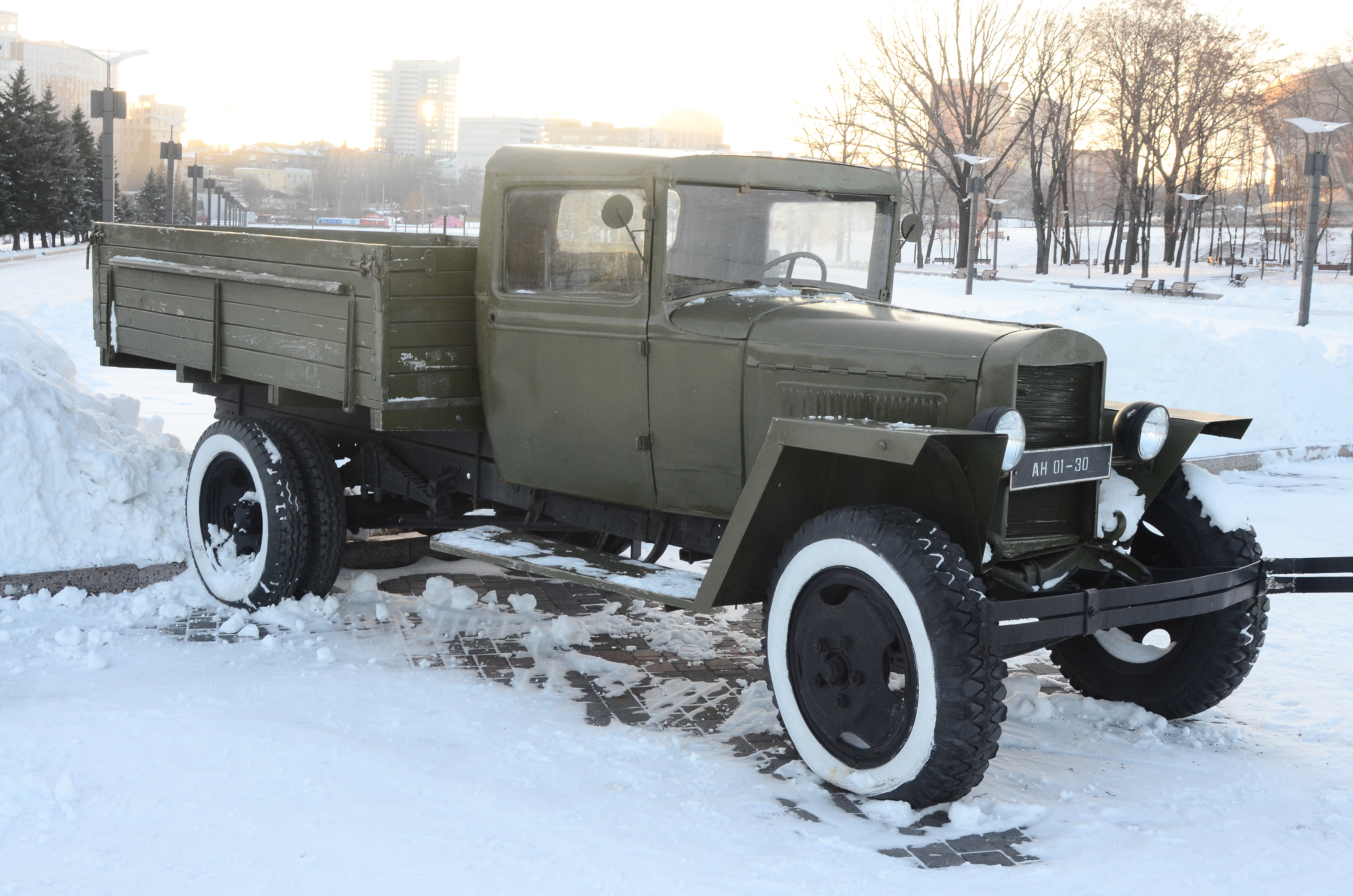
角型フェンダーのGAZ-MM。
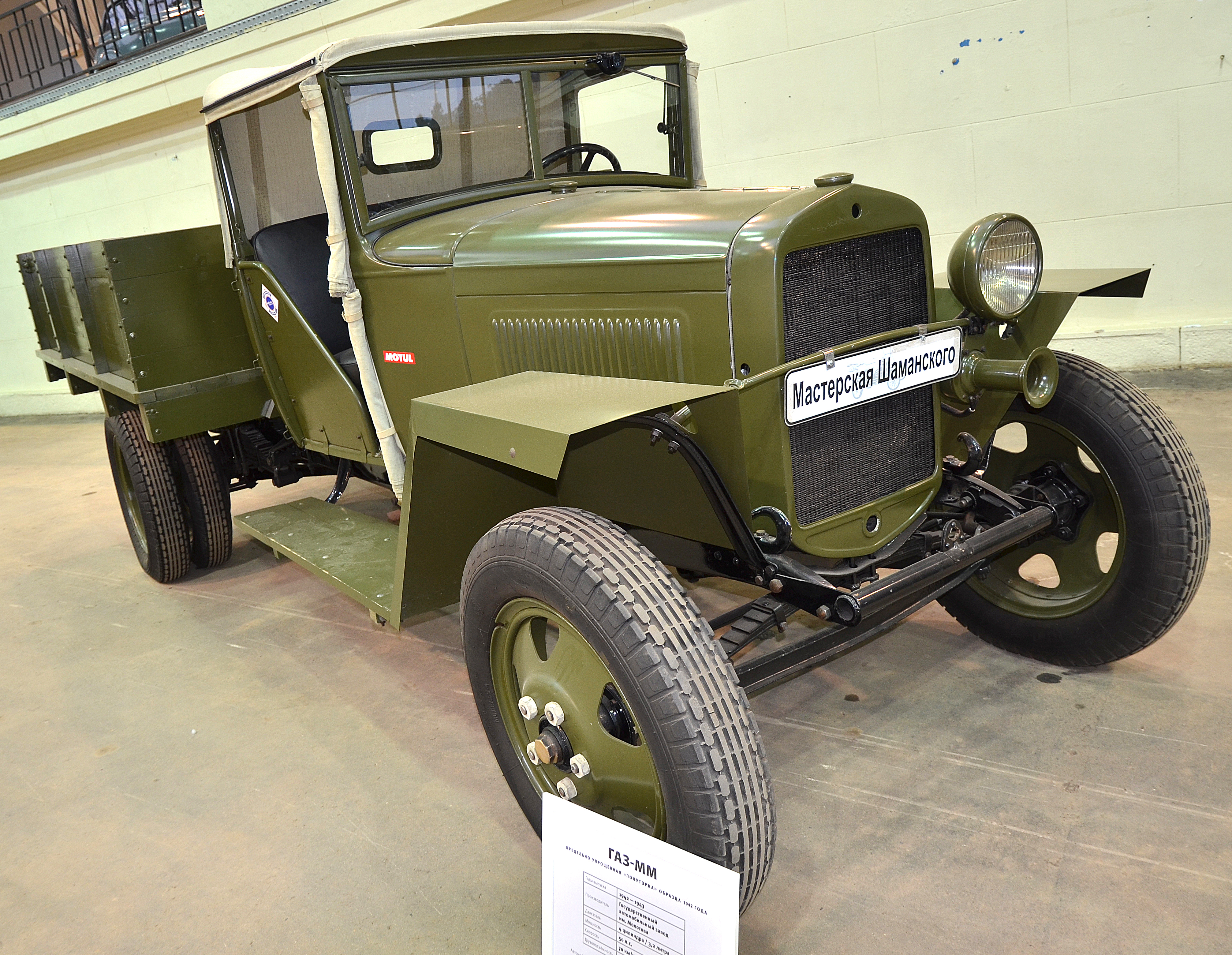
角型フェンダー、ヘッドランプ1個でキャビンドアの無いGAZ-MM。
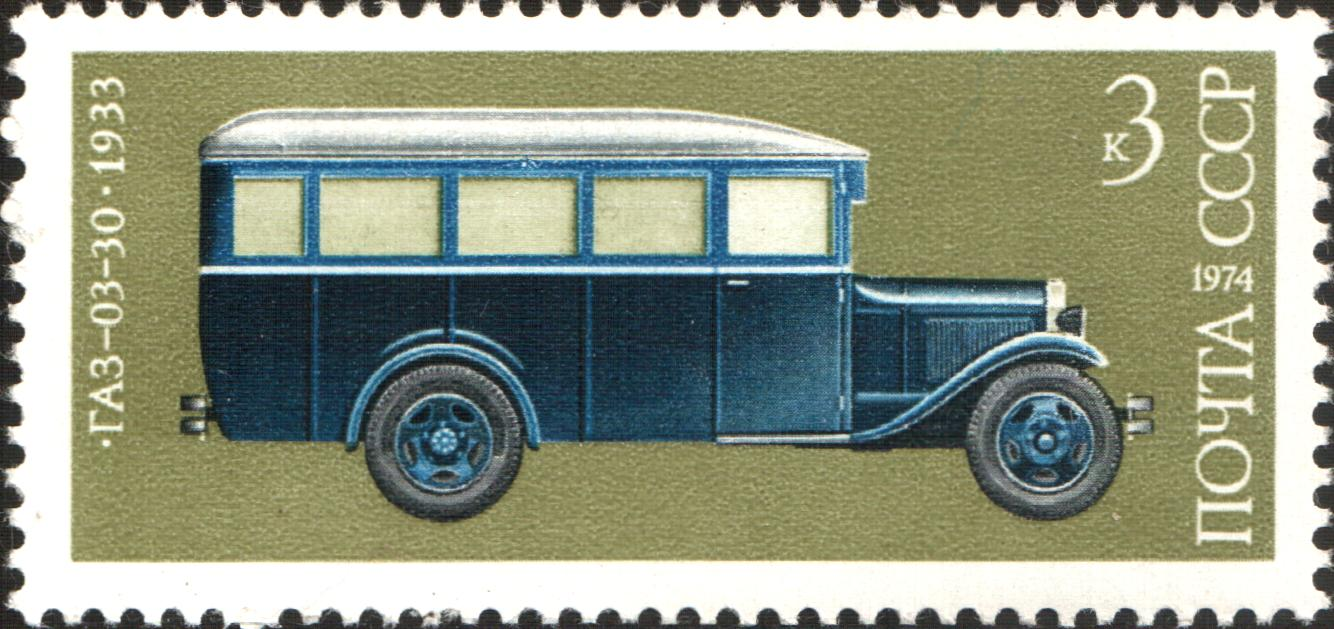
バスタイプのGAZ-03-30を描いた切手。
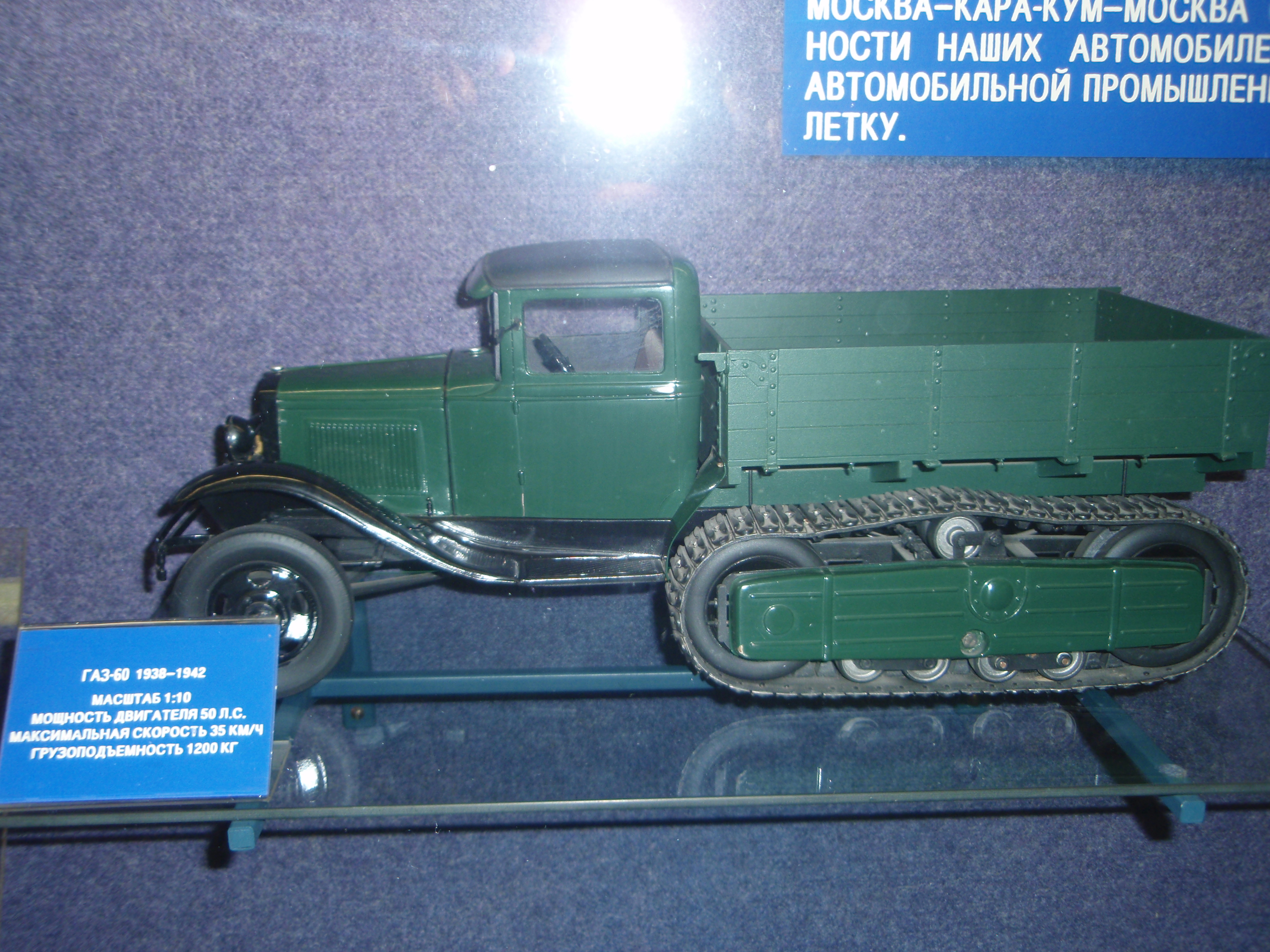
ハーフトラック型のGAZ-60 (模型)。
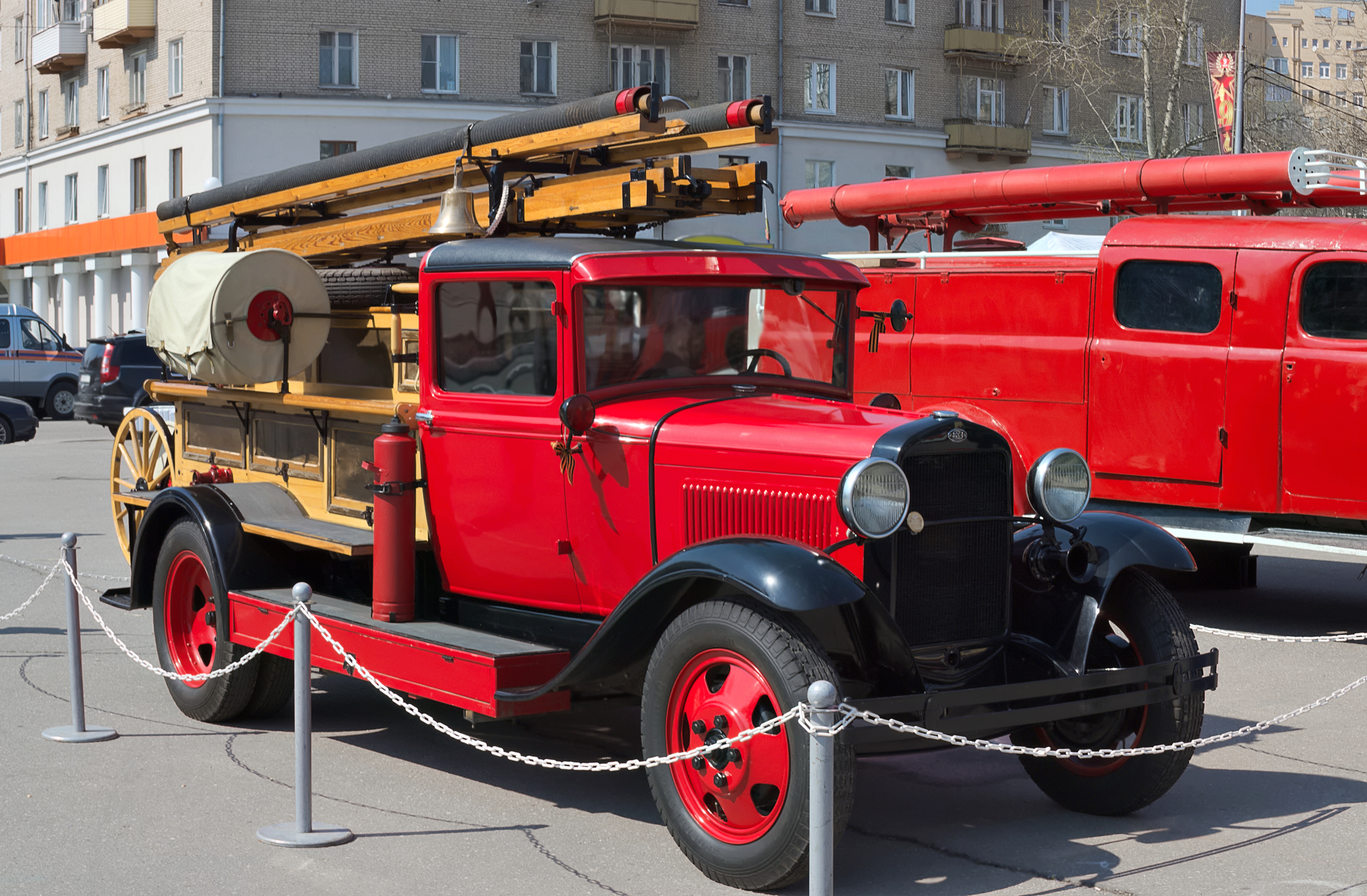
消防車型のPMG-1。